# Chandla
Chandla är en ort i Indien.   Den ligger i distriktet Chhatarpur och delstaten Madhya Pradesh, i den centrala delen av landet, 500 km sydost om huvudstaden New Delhi. Chandla ligger 181 meter över havet och antalet invånare är 11 195.
Terrängen runt Chandla är platt. Runt Chandla är det ganska tätbefolkat, med 172 invånare per kvadratkilometer. Det finns inga andra samhällen i närheten. Trakten runt Chandla består till största delen av jordbruksmark.